# 알리야 (가수)
알리야(Aaliyah, 본명: Aaliyah Dana Haughton, 1979년 1월 16일 ~ 2001년 8월 25일)는 미국의 알엔비 겸 팝가수다.
데뷔 초 알 켈리가 그녀의 앨범을 제작했으나, 나중에는 팀발랜드, 미시 앨리엇과 함께 제작하여 성공하였다. 앨범 《Age Ain't Nothing But a Number》로 데뷔, 2번째 앨범《One In a Million》3번째 앨범 《Aaliyah》를 발매하였다.
1998년 의류브랜드 타미힐피거의 전속 모델이었으며, 《로미오 머스트 다이》, 《Queen Of The Dammed》의 주연으로 출연하기도 했다. 그렇게 미국 내뿐만 아니라 세계적으로 인기를 얻던 그녀는 2001년 8월 바하마에서 뮤직비디오 촬영을 끝내고 미국으로 돌아가던 중 비행기 사고로 사망하였다.
그녀가 죽은 뒤 빌보드 핫 100 차트에서 싱글 〈Rock The Boat〉는 14위, 〈More than a Woman〉은 25위, 〈I Care 4 U〉는 16위에 올랐다.

## 영화 활동
- 퀸 오브 뱀파이어
- 로미오 머스트 다이